# Mike Tice
Michael Peter Tice (* 2. Februar 1959 in Bayshore, New York) ist ein ehemaliger US-amerikanischer American-Football-Spieler und -Trainer. Er war drei Jahre lang Head Coach der Minnesota Vikings. Zuletzt war er Trainer der Offensive Line der Oakland Raiders.

## Karriere

### Spielerkarriere
Tice spielte College Football für die University of Maryland, College Park auf der Position des Quarterbacks. 1981 feierte er als Tight End sein Debüt in der National Football League (NFL) bei den Seattle Seahawks. Bis 1991 blieb er, mit Ausnahme eines einjährigen Gastspiels bei den Washington Redskins, den Seahawks treu. Danach wechselte er zu den Minnesota Vikings, wo er seine Karriere beendete.

### Trainerkarriere
Direkt nach Ende seiner aktiven Karriere wechselte er in den Trainerstab der Vikings. Bis 2001 trainierte er die Offensive Line des Teams. Nach der Entlassung von Dennis Green nahm er interimsmäßig die Position des Head Coachs für das letzte Saisonspiel ein. Im Januar 2002 wurde er offiziell zum Head Coach ernannt.
Weder 2002, noch 2003 konnte Mike Tice mit den Vikings in die Play-offs einziehen. 2004 rutschte die Mannschaft mit acht Siegen bei acht Niederlagen glücklich in die Postseason, wo sie später gegen die Philadelphia Eagles verloren. Im März 2005 machte Tice mit illegalem Tickethandel negative Schlagzeilen. Die NFL warf ihm vor, mit Tickets im Vorverkauf weit über ihren eigentlichen Wert gehandelt zu haben. Mike Tice gestand die Vorwürfe, worauf ihn die NFL mit einer Geldstrafe über 100.000 US-Dollar bestrafte. In der darauffolgenden Saison 2005 konnte er mit den Vikings wieder nicht in die Play-offs einziehen, weshalb sich der neue Eigentümer, Zygi Wilf, dazu entschied den auslaufenden Vertrag nicht zu verlängern.
Nach Vertragsende verpflichteten ihn die Jacksonville Jaguars als Assistierender Head Coach. 2010 wechselte er als Trainer der Offensive Line zu den Chicago Bears und übernahm 2012 die Rolle des Offensive Coordinators. Im Zuge eines Trainerwechsels Anfang 2013 wurde neben dem Head Coach Lovie Smith auch Tice sowie einige andere Trainer entlassen. Im Januar 2014 unterschrieb Mike Tice einen Vertrag als Trainer der Offensive Line bei den Atlanta Falcons. Ein Jahr später wechselte er zu den Oakland Raiders, wo er ebenfalls für die Offensive Line verantwortlich ist.

## Weblink
- Biografie bei den Oakland Raiders (englisch)